# Крунасти курасо
Крунасти курасо (лат. Pauxi unicornis) је врста птице из рода Pauxi, породице Cracidae. Живи у Боливији и Перуу. Природна станишта су јој суптропске и тропске влажне низинске и планинске шуме.

## Опис
Дуга је 85-90 cm. Има специфичну „кацигу” на челу дуљине преко 6 cm. Перје јој је уопштено црне боје, али нема плавкастог сјаја код примарног перја. Трбух јој је беле боје, а на бедру има ресе. Код подврсте koepckeae „кацига” је мало мање усправна и заобљенијег је облика.